# Acadêmicos do Novo México
Acadêmicos do Novo México foi uma escola de samba de São Gonçalo. Ficou conhecida por participar e ser bicampeã do Carnaval da cidade vizinha, Niterói, com a qual o bairro do Novo México faz divisa. Atualmente, encontra-se fora dos desfiles oficiais.
Em 2006, foi campeã do Carnaval de Niterói, que estava sem desfiles carnavalescos oficiais havia 11 anos. Em 2007, sagrou-se bicampeã, porém dividindo o título com a Mocidade Independente de Icaraí.
Em 2008 desfilou com o enredo Santa Bárbara, 50 anos de Fé no Progresso dos jovens Carnavalescos Junior Santos, Gisa Garcia e Guilherme Ferreira, ficando em 4° lugar no carnaval de Niterói. Em 2009 a escola não desfilou.